# Аврора (телесериал, 2022)
«Авро́ра» — российский комедийно-драматический сериал с элементами триллера режиссёра Романа Волобуева. Производством многосерийного фильма занималась компания Star Media по заказу «НМГ Студии».
Слоган сериала: «Её худшая роль — это она сама».
Премьера сериала состоялась 26 октября на онлайн-сервисах more.tv и Wink. «Аврора» входит в линейку оригинальных проектов more originals и Wink originals.

## Сюжет
Саша Зорина в свои 10 лет купается в лучах славы — только что вышел фильм «Аврора», где она исполнила главную роль. Критики в восторге от игры девочки, но та заявляет, что карьера актрисы её не интересует. Спустя 15 лет уже взрослая Саша работает в центре профилактики самоубийств, беспробудно пьет до потери памяти, постоянно занимает деньги у друзей и изредка снимается в массовке.
После очередного запоя Зорина узнает, что беременна, но не помнит, кто станет «счастливым папашей». Девушка обращается за помощью к психотерапевту и начинает копаться в прошлом. Теперь Саше предстоит столкнуться с неприятными воспоминаниями и найти ключ к решению проблем.

## Персонажи

### В главных ролях
| Актёр            | Роль        |
| ---------------- | ----------- |
| Лена Тронина     | Саша Зорина |
| Вера Островская  | Аврора      |
| Манана Тотибадзе | Вика        |
| Ольга Богомазова | Анна-Мария  |
| Катя Федина      | Марич       |

### В ролях
| Актёр                | Роль          |
| -------------------- | ------------- |
| Алексей Золотовицкий | Сотников      |
| Дмитрий Ендальцев    | Тихон         |
| Сергей Епишев        | Полтовский    |
| Ольга Сутулова       | Мансилья-Круз |
| Александр Голубков   | Психоаналитик |
| Александра Бабаскина | Саша          |

## Производство
Сценарий чёрной комедии Роман Волобуев придумал ещё в 2014 году, но идея сильно изменилась в процессе работы.
«Аврора» была написана восемь лет назад, когда мы все немного в ужасе смотрели со стороны на русскую сериальную индустрию, а там все так было страшно: и нелепо, и кошмарно. Казалось, что единственный способ это как-то осмыслить — написать про это комедию.
— Роман Волобуев, режиссёр.
Несмотря на долгое вынашивание идеи, подготовка к съемкам прошла стремительно — больше всего времени занял поиск актрисы на главную роль, которую в итоге сыграла известная по сериалу Happy End Лена Тронина.
Саша достаточно неоднозначный персонаж. Мне всегда верилось, что в ней есть что-то светлое, Рома убеждал меня, что она «абсолютное зло». Она играет какую-то роль себя, пытается всех убедить, что она вот такая, а никакая не другая.
— Лена Тронина, актриса
Съёмки сериала стартовали в декабре 2021 года и завершились в августе 2022-го. Основной процесс проходил в Москве.

## Критика
Павел Воронков, «Газета.ru»:
Характерный волобуевский юмор местами тут выкручен до предела (в первой серии звонящий на горячую линию, уже передумав совершать то самое действие, нечаянно роняет в ванну фен), смешиваясь с довольно серьезным психологическим триллером
Сергей Ефимов, «Комсомольская правда»:
Волобуев говорит о проблеме если не всего поколения тридцати- и сорокалетних, то очень многих из них: ноющем ощущении собственной никчемности и ненужности. Нет, «Аврора» не про одиночество — это смешное чувство такие люди испытывали сто лет назад. Теперь они просто живут как-нибудь. Если есть немного денег, вина и секса, то и хорошо
Максим Ершов, «Фильм.ру»:
Сценарист явно оброс узнаваемым стилем, а потому, глядя прошлые работы, можно представить, какие живые диалоги и актуальные шутки ждут зрителей в этой. Волобуев позволяет себе больше многих других российских авторов, которые ограничены понятными и подутомившими жанровыми рамками.